# Ugo Vlaisavljević
Ugo Vlaisavljević www.hercegbosna.org(Visoko, 8. juli 1957) bosanskohercegovački je filozof, redovni profesor na Filozofskom fakultetu Univerziteta u Sarajevu.

## Biografija
Završio je studije na Filozofskom fakultetu u Sarajevu 1980 godine. Na istom fakultetu je odbranio magistarski rad pod nazivom: „Izvor geometrije i transcendentalna fenomenologija povijesti : čitanje Derridinog čitanja Husserla” 1986, te doktorsku disertaciju pod nazivom: „Izvor, ontologija, metafizika (od Merleau-Pontyjeve fenomenologije ka Derridinoj gramatologiji)” (1992). Od 1988. radi kao asistent na Odseku za filozofiju i sociologiju Filozofskog fakulteta u Sarajevu. Za docenta je izabran 1993, za vanrednog profesora 1998, a za redovnog profesora 2004 godine. Predaje ontologiju na Odseku za filozofiju fakulteta, epistemologiju društvenih nauka (Odsek za psihologiju), sociologiju znanja i nauke (Odsek za sociologiju) i književnost i naraciju identiteta (Odsek za komparativnu književnost). Od 2003. godine predaje predmet „Ideja Evrope” na Evropskim studijama, a od 2005. „Rod i politika“ na Rodnim studijima pri Centru za interdisciplinarne postdiplomske studije Univerziteta u Sarajevu.
Objavio je dvanaest knjiga, te brojne članke i studije. Više puta je bio gostujući profesor, te koristio stipendije i naučno-istraživačke boravke na uglednim inostranim univerzitetima. Član je redakcije časopisa Transeuropeennes (Pariz), saveta časopisa Odjek i glavni urednik časopisa Dijalog. Prevodilac je novije filozofske literature (sa nemačkog, engleskog i francuskog jezika). Član je PEN centra BiH čiji je predsednik bio u periodu od 2006–2009. godine.

## Izabrana bibliografija
- Ontologija i njeno nasljeđe, Međunarodni centar za mir, Sarajevo 1995.
- Fenomenološka konstitucija Evropske zajednice, Međunarodni centar za mir, Sarajevo 1995.
- Izvor geometrije i transcendentalna fenomenologija povijesti. Čitanje Derridinog čitanja Husserla, Atelje za filozofiju, društvene znanosti i psihoanalizu, Sarajevo 2003.
- Lepoglava i univerzitet. Ogledi iz političke epistemologije, Centar za interdisciplinarne postdiplomske studije Univerziteta u Sarajevu, Sarajevo 2003.
- Merleau-Pontyjeva semiotika percepcije. Fenomenološki put u dekonstrukciju, Atelje za filozofiju, društvene znanosti i psihoanalizu, Sarajevo 2003.
- Etnopolitika i građanstvo, Status, Mostar 2006.
- Rat kao najveći kulturni događaj. Ka semiotici etnonacionalizma, Mauna-Fe Publishing, Sarajevo 2007.
- Pripitomljavanje nacionalizma, Mauna-Fe Publishing, Sarajevo 2008.
- Metamorfoze etnonacionalizma, Edicija Otkrovenja, Beograd 2009.
- Lepoglava i univerzitet. Ogledi iz političke epistemologije, Centar za interdisciplinarne postdiplomske studije Univerziteta u Sarajevu, Sarajevo 2009, (drugo izdanje).
- Skica za portret Arifa Tanovića, Akademija nauka i umjetnosti BiH, Sarajevo 2011.
- Fenomenološki put u dekonstrukciju, Mediterran, Novi Sad 2011.
- Avetinjska stvarnost narativne politike, Rabic, Sarajevo 2012.

## Prevedene knjige
- Bernard Valdenfels, U mrežama životnog svijeta (sa nemačkog)
- Jirgen Habermas, Borbe za priznanje u ustavnim demokratskim državama (sa engleskog)
- Žak Derida, Glas i fenomen (sa francuskog, sa Zoranom Jankovićem)
- Žan-Lik Nansi, Biti zajedno bez suštine (sa francuskog, sa Elmedinom Podrug)
- Žak Derida, Povijest laži (sa francuskog).

## Literatura
- Spomenica 60. godišnjice Filozofskog fakulteta u Sarajevu (1950–2010), Filozofski fakultet, Sarajevo 2010, 83-84.

## Spoljašnje veze
- Radovi Uga Vlaisavljevića na akademskoj socijalnoj mreži Academia.edu
- Radovi Uga Vlaisavljevića na Virtualnoj biblioteci Srbije (COBISS) www.vbs.rs[мртва веза]
- Ugo Vlaisavljević, Etnopolitika u doba njenog „građanskog prevladavanja“

### Intervjui
- Ugo Vlaisavljević: Zašto rješavanje hrvatskog pitanja ugrožava BiH
- Intervju - dr. Ugo Vlaisavljević
- Ugo Vlaisavljević: Utakmice Hrvatske i Srbije nisu sport već obračun
- Puno je „humanista“ koji potajno duboko njeguju rasizam vijesti.ba Архивирано на веб-сајту  (13. октобар 2016)